# Delichon urbicum

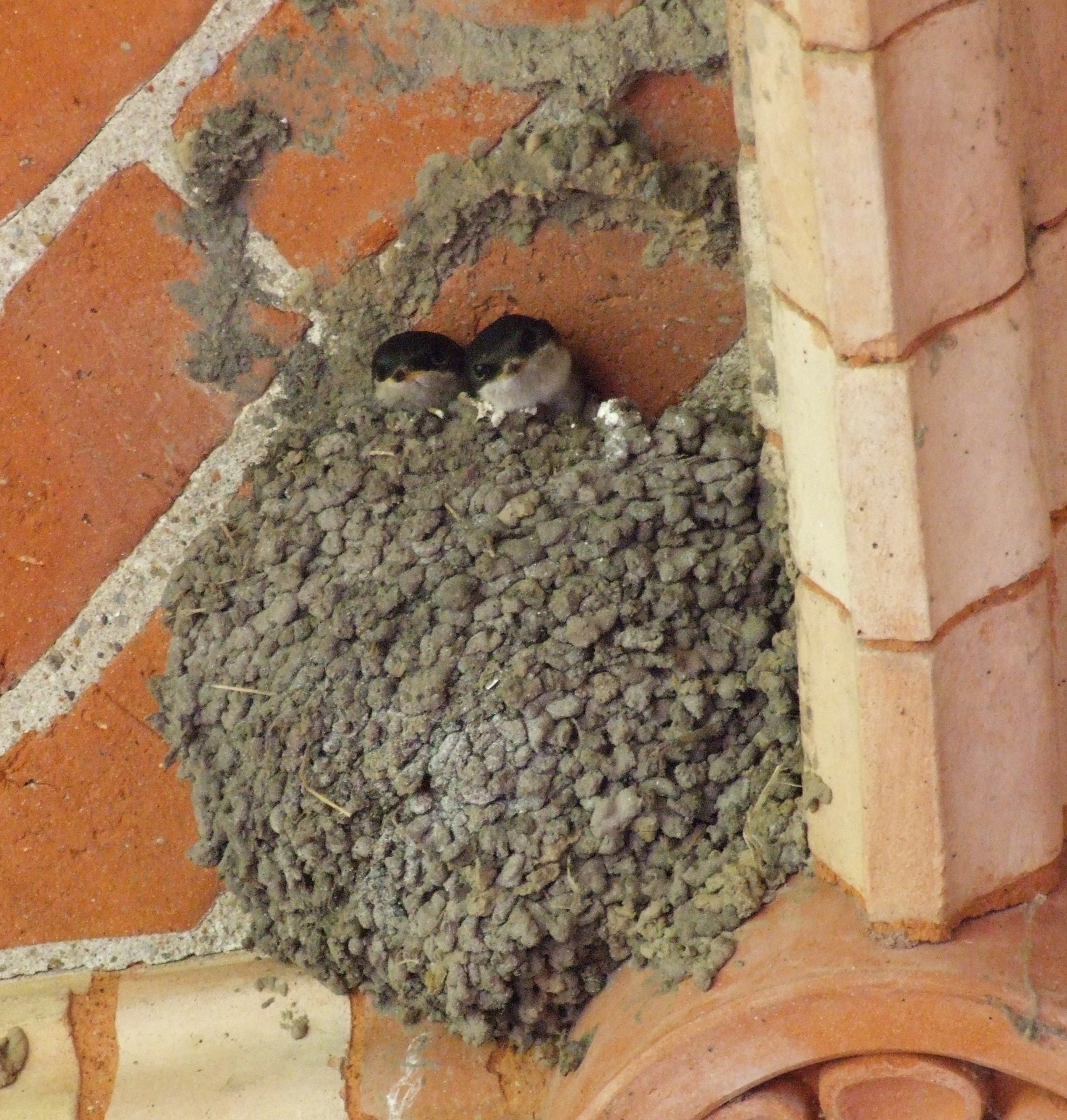
Due balestrucci nel nido.

Il balestruccio (Delichon urbicum Linnaeus, 1758) è un uccello migratore della famiglia delle rondini (Hirundinidae).

## Descrizione
Il balestruccio è un uccello di appena 13–15 cm di lunghezza con un peso che va dai 15 ai 20 g. La testa, il dorso, le ali e la coda sono neri bluastri. La parte inferiore con le zampe fanno un contrasto color bianco farina. La coda è meno biforcuta rispetto a quella delle rondini e il suo corpo è un po' più affusolato. Le gambe sono corte e i piedi sono coperti da un piumaggio bianco.
Il richiamo è un asciutto "prit" o, nei casi di pericolo, un acuto "siir", il canto è un cinguettio soffuso, simile a un chiacchiericcio o una nenia, non così mutevole come quello della rondine.

## Biologia

### Alimentazione
È un uccello insettivoro: si nutre di piccoli insetti che cattura in volo. Caccia a quote superiori rispetto alla rondine comune.

### Riproduzione

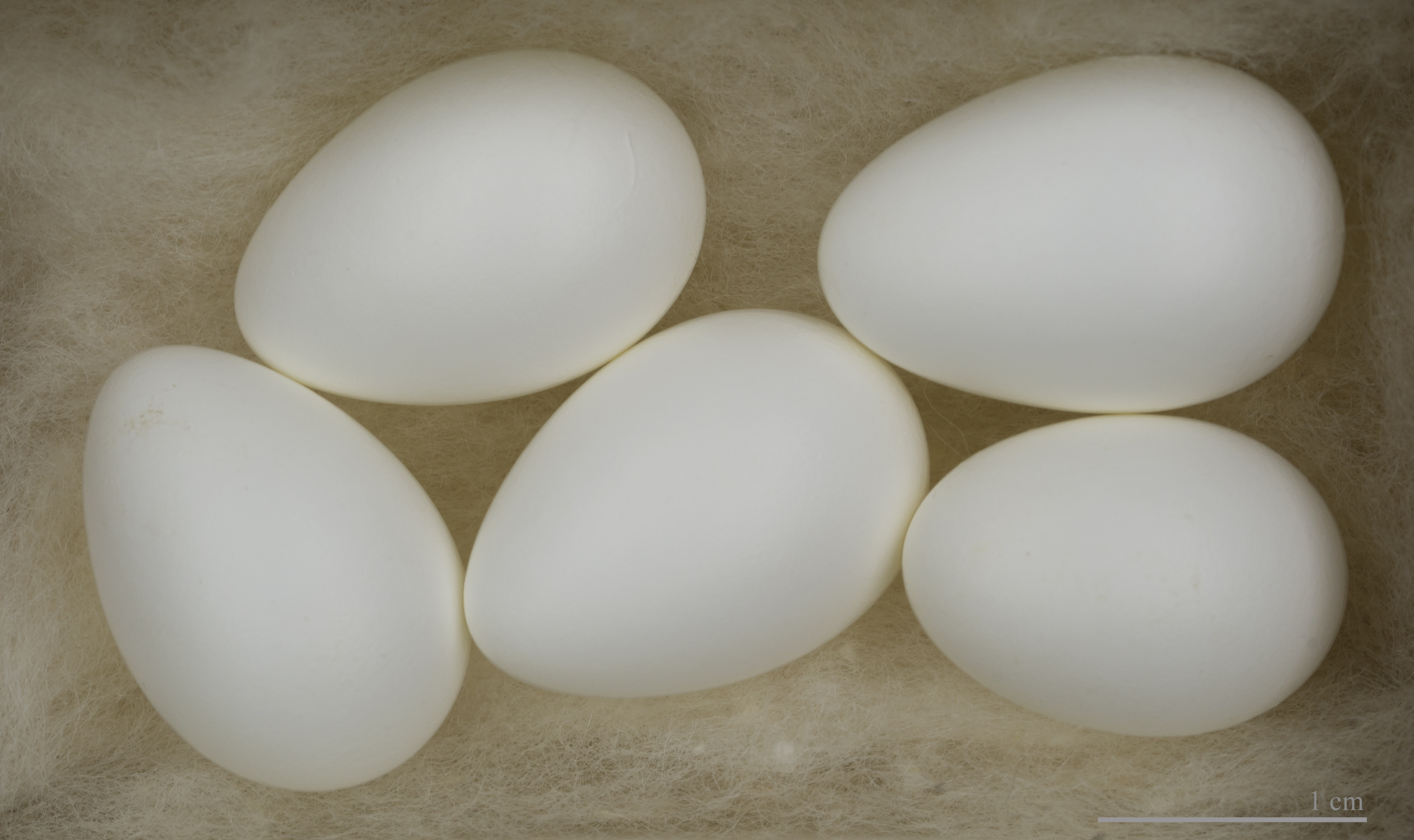
Uova di balestruccio

Gli uccelli costruiscono il loro nido sotto grondaie, tettoie, entrate delle porte, raramente anche sotto rupi, ponti in cemento armato o affini nell'ambito degli insediamenti umani. Consiste di palline di materiale colloso che vengono incollati con la saliva, ovattati all'interno con fieno e piume ed ha una forma di mezza sfera chiusa con un buco di accesso superiore. Questa costruzione viene utilizzata anche volentieri da altre specie di uccelli come luogo per annidarsi, per esempio dal passero domestico. Vengono solitamente deposte dalle tre alle cinque uova di colore bianco lucente, che entrambi i genitori covano per 12 o 15 giorni. Dopodiché nutrono i piccoli per ancora 25 o 26 giorni.

## Distribuzione e habitat
Si riproduce in tutta Europa fino ad un'altezza di 2200 metri; in buona parte dell'Asia e nel Maghreb. In questi territori questi uccelli migratori vi restano da aprile fino a settembre. I balestrucci europei svernano in Africa a sud del Sahara fin nella provincia del Capo; altre aree di svernamento sono nel Sud-est asiatico e, in piccola parte, sulla penisola arabica in riva al mar Rosso.
La specie vive nei territori coltivati densamente popolati, nel territorio aperto fin nelle città.

## Conservazione
Dal 2004 il balestruccio è tra le specie a rischio di estinzione nella Repubblica federale di Germania. In maniera negativa sulla popolazione influiscono soprattutto i cambiamenti nel campo dell'insediamento. I nidi infatti non si attaccano sulle facciate moderne e lisce, spesso vengono distrutti incautamente durante i lavori di ristrutturazione o di proposito per il senso di ordine. Sulle superfici sigillate i balestrucci non trovano più materiali per il loro nido.
In qualità di uccelli che nidificano negli edifici, i balestrucci, esattamente come le rondini e i passeri domestici, sono nella categoria degli uccelli meritevoli di protezione e per legge quindi i loro nidi non possono essere distrutti. Questo status protettivo oltretutto valevole anche per i pipistrelli, va considerato tra le cause esposte di rischio di estinzione della specie.
Poiché i balestrucci sono relativamente insensibili ai disturbi vicino al loro nido, anche in caso di programmi di risanamento si possono considerare facilmente le necessità degli uccelli, cercando di rimandare i lavori del tetto dalla parte utilizzata dalle rondini dopo il periodo di cova (inizio maggio - metà settembre). Basta che l'impalcatura venga rimossa prima dell'arrivo degli uccelli, in modo che al loro ritorno il nido sia di nuovo libero.

## Altro
Il balestruccio è stato l'uccello dell'anno 1974.